# Andres (Illinois)
Andres es un área no incorporada que se encuentra en el condado de Will en el estado estadounidense de Illinois.

## Información
Andres en una pequeña ciudad que cuenta tan sólo con 50 habitantes. En esta ciudad no hay bibliotecas ni aceras en sus calles, pero lo que si que hay son muchos edificios antiguos. La gente para desplazarse suele utilizar el tren que cruza la ciudad.

## Geografía
Andres se encuentra ubicada en las coordenadas 41°22′18″N 87°52′57″O / 41.37167, -87.88250.